# Campionato europeo femminile under 17 di calcio 2018
Il Campionato europeo femminile under 17 di calcio 2018 è l'11ª edizione del torneo che, organizzato con cadenza annuale dall'Union of European Football Associations (UEFA), è riservato alle rappresentative nazionali di calcio femminile dell'Europa le cui squadre sono formate da atlete al di sotto dei 17 anni d'età, in questo caso dopo il 1º gennaio 2001.
La fase finale si disputa in Lituania dal 9 al 12 maggio 2018, riproponendo la formula della precedente edizione che vedeva ammesse otto squadre, con la nazionale del paese organizzatore qualificata direttamente, e partite in due tempi regolamentari di 40 min intervallati da una pausa di 15 min.
Il torneo è stato vinto dalla Spagna, che se lo è aggiudicato per la quarta volta, battendo la Germania nella finale del 21 maggio 2018.

## Qualificazioni
La competizione è disputata da 46 nazionali affiliate alla UEFA, con la nazionale lituana qualificata automaticamente come paese ospitante e le altre 45 che si affrontano nella fase di qualificazione per la conquista dei sette posti rimanenti per la fase finale.
Le qualificazioni si svolgono in due fasi, la fase di qualificazione, nell'autunno 2017, e la successiva fase élite disputata nella primavera 2018.

### Squadre qualificate
La seguente tabella riporta le otto nazionali qualificate per la fase finale del torneo:
| Nazionale   | Metodo di qualificazione        | fasi finali disputate | Ultima qualificazione | Migliore risultato nel torneo                 |
| ----------- | ------------------------------- | --------------------- | --------------------- | --------------------------------------------- |
| Lituania    | Ospitante                       | 1                     | -                     | Debutto                                       |
| Paesi Bassi | Vincitrice Fase élite, gruppo 1 | 3                     | 2017                  | 4º posto (2010)                               |
| Finlandia   | Vincitrice Fase élite, gruppo 2 | 1                     | -                     | Debutto                                       |
| Spagna      | Vincitrice Fase élite, gruppo 3 | 9                     | 2017                  | Campione (2010, 2011 2015)                    |
| Italia      | Vincitrice Fase élite, gruppo 4 | 3                     | 2016                  | 3º posto (2014)                               |
| Inghilterra | Vincitrice Fase élite, gruppo 5 | 6                     | 2017                  | 3º posto (2016)                               |
| Polonia     | Vincitrice Fase élite, gruppo 6 | 2                     | 2013                  | Campione (2013)                               |
| Germania    | Vincitrice Fase élite, gruppo 7 | 10                    | 2017                  | Campione (2008, 2009, 2012, 2014, 2016, 2017) |

## Fase a gironi
Si qualificano alla fase ad eliminazione diretta le prime due classificate di ciascuno dei due gruppi.
In caso di parità di punti tra due o più squadre di uno stesso gruppo, le posizioni in classifica verranno determinate prendendo in considerazione, nell'ordine, i seguenti criteri:
1. maggiore numero di punti negli scontri diretti tra le squadre interessate (classifica avulsa);
2. migliore differenza reti negli scontri diretti tra le squadre interessate (classifica avulsa);
3. maggiore numero di reti segnate negli scontri diretti tra le squadre interessate (classifica avulsa);
4. se, dopo aver applicato i criteri dall'1 al 3, ci sono squadre ancora in parità di punti, i criteri dall'1 al 3 si riapplicano alle sole squadre in questione. Se continua a persistere la parità, si procede con i criteri dal 5 al 9;
5. migliore differenza reti;
6. maggiore numero di reti segnate;
7. tiri di rigore se le due squadre sono a parità di punti al termine dell'ultima giornata;
8. classifica del fair play;
9. sorteggio.

### Gruppo A
| Pos. | Squadra     | Pt | G | V | N | P | GF | GS | DR  |
| ---- | ----------- | -- | - | - | - | - | -- | -- | --- |
| 1.   | Germania    | 7  | 3 | 2 | 1 | 0 | 12 | 3  | +9  |
| 2.   | Finlandia   | 6  | 3 | 2 | 0 | 1 | 7  | 3  | +4  |
| 3.   | Paesi Bassi | 4  | 3 | 1 | 1 | 1 | 12 | 4  | +8  |
| 4.   | Lituania    | 0  | 3 | 0 | 0 | 3 | 0  | 21 | -21 |

| Arbitro: | Irena Velevačkoska |

|              |           |                   |
| Vuorinen 53’ | Marcatori | 71’, 80’ Martinez |

| Arbitro: | Hristiana Guteva |

|  |           | |
|  | Marcatori | 2’ (aut.) Ubartaitė 10’, 17’, 79’ Van De Westeringh 15’ Van De Velde 25’, 75’ Leuchter 29’ (rig.) Tromp 60’ Foederer |

| Arbitro: | Désirée Grundbacher |

|                          |           |                        |
| Fuso 73’ Donhauser 80+4’ | Marcatori | 28’ Hendriks 52’ Grant |

| Arbitro: | Lucie Šulcová |

|  |           |                                         |
|  | Marcatori | 26’, 39’, 63’ Huhta 52’ (rig.) Koivisto |

| Arbitro: | Kateryna Usova |

|                                                                            |           |  |
| Corley 35’ Fuso 44’ Weidauer 47’, 80+2’ Martinez 56’, 57’, 65’ Fudalla 76’ | Marcatori |  |

| Arbitro: | Frida Nielsen |

|                     |           |                          |
| Leuchter 77’ (rig.) | Marcatori | 50’ Juvonen 73’ Vourinen |

### Gruppo B
| Pos. | Squadra     | Pt | G | V | N | P | GF | GS | DR |
| ---- | ----------- | -- | - | - | - | - | -- | -- | -- |
| 1.   | Spagna      | 7  | 3 | 2 | 1 | 0 | 7  | 1  | +6 |
| 2.   | Inghilterra | 4  | 3 | 1 | 1 | 1 | 7  | 4  | +3 |
| 3.   | Italia      | 2  | 3 | 0 | 2 | 1 | 0  | 4  | -4 |
| 4.   | Polonia     | 2  | 3 | 0 | 2 | 1 | 2  | 7  | -5 |

| Šiauliai 9 maggio 2018, ore 10:00 CEST | Italia        | 0 – 0 referto | Spagna | Stadio Savivaldybė\| Arbitro: \| Frida Nielsen \| |
| Arbitro:                               | Frida Nielsen |               |        |                                                   |

| Arbitro: | Lucie Šulcová |

|                              |           |                       |
| Filipczak 48’ Tomasiak 80+2’ | Marcatori | 58’ Park 68’ Mckenzie |

| Arbitro: | Kateryna Usova |

|                             |           |            |
| Arana Montes 4’ Navarro 70’ | Marcatori | 26’ Salmon |

| Marijampolė 12 maggio 2018, ore 14:00 CEST | Polonia          | 0 – 0 referto | Italia | ARVI Football Arena\| Arbitro: \| Hristiana Guteva \| |
| Arbitro:                                   | Hristiana Guteva |               |        |                                                       |

| Arbitro: | Désirée Grundbacher |

|                                                         |           |  |
| Navarro 4’ (rig.), 34’ Díaz 40’ Quintero 61’ Montes 66’ | Marcatori |  |

| Arbitro: | Irena Velevačkoska |

|                                    |           |  |
| Salmon 47’, 63’, 65’ Blanchard 72’ | Marcatori |  |

## Fase a eliminazione diretta
Nella fase ad eliminazione diretta, in caso di parità al termine dei tempi regolamentari, si procede direttamente ai tiri di rigore senza disputare i tempi supplementari. Le due squadre finaliste e la vincente della finale per il terzo posto si qualificano al campionato mondiale femminile under 17 di calcio 2018.

### Tabellone
|  | Semifinali | Semifinali  | Semifinali |        |    | Finale   | Finale | Finale |  |
|  |            |             |            |        |    |          |        |        |  |
|  | A1         | Germania    | 8          |        |    |          |        |        |  |
|  | A1         | Germania    | 8          |        |    |          |        |        |  |
|  | B2         | Inghilterra | 0          |        |    |          |        |        |  |
|  | B2         | Inghilterra | 0          |        | A1 | Germania | 0      |        |  |
|  |            |             |            |        | A1 | Germania | 0      |        |  |
|  |            |             | B1         | Spagna | 2  |          |        |        |  |
|  | B1         | Spagna      | B1         | Spagna | 2  | 1        |        |        |  |
|  | B1         | Spagna      |            |        |    |          |        |        |  |
|  | A2         | Finlandia   | 0          |        |    |          |        |        |  |

### Semifinali
| Arbitro: | Hristiana Guteva |

|                                                                                |           |  |
| Rendell 23’ (aut.) Martinez 27’, 44’, 61’ Koster 30’, 72’ Fuso 50’ Fudalla 64’ | Marcatori |  |

| Arbitro: | Lucie Šulcová |

|             |           |  |
| Navarro 52’ | Marcatori |  |

### Finale per il terzo posto
| Arbitro: | Frida Nielsen |

|          |           |                        |
| Park 12’ | Marcatori | 46’ Huhta 61’ Kantanen |

### Finale
| Arbitro: | Désirée Grundbacher |

|  |           |                  |
|  | Marcatori | 46’, 73’ Navarro |

## Statistiche

### Classifica marcatrici
8 reti
- Shekiera Martinez

6 reti
- Eva Navarro

4 reti
- Annika Huhta
- Ebony Salmon

3 reti
- Ivana Fuso

- Romée Leuchter

- Kirsten van de Westeringh

2 reti
- Aino Vuorinen
- Vanessa Fudalla

- Leonie Köster
- Sophie Weidaue

- Jessica Park
- Paula Arana Montes

1 rete
- Kaisa Juvonen
- Jenni Kantanen
- Vilma Koivisto
- Gia Corley
- Laura Donhauser
- Annabel Blanchard

- Paris Mckenzie
- Dana Foederer
- Chasity Grant
- Gwyneth Hendriks
- Nikita Tromp

- Jonna van de Velde
- Paulina Filipczak
- Paulina Tomasiak
- Aida Esteve Quintero
- Paola Hernández Díaz

1 autorete
- Kayla Rendell (pro Germania)
- Laura Ubartaitė (pro Germania)